# Spela offer
Att spela offer innebär en fabricering av egen offerstatus. Orsaken kan vara
- att rättfärdiga övergrepp av andra
- att manipulera andra
- som en livshanteringsstrategi
- att söka uppmärksamhet.